# Leptotomus
Leptotomus és un gènere de rosegador extint de la família dels isquiròmids que visqué durant l'Eocè. Se n'han trobat restes fòssils a Colorado, Califòrnia, Texas, Utah, Wyoming i Nebraska (Estats Units), així com Saskatchewan (Canadà).